# Gastroserica nikodymi
Gastroserica nikodymi är en skalbaggsart som beskrevs av Ahrens 2000. Gastroserica nikodymi ingår i släktet Gastroserica och familjen Melolonthidae. Inga underarter finns listade i Catalogue of Life.